# Pommiers (Loira)
Pommiers és un municipi francès situat al departament del Loira i a la regió d'Alvèrnia-Roine-Alps. L'any 2007 tenia 385 habitants.

## Demografia

### Població
El 2007 la població de fet de Pommiers era de 385 persones. Hi havia 156 famílies de les quals 32 eren unipersonals (8 homes vivint sols i 24 dones vivint soles), 60 parelles sense fills, 52 parelles amb fills i 12 famílies monoparentals amb fills.
La població ha evolucionat segons el següent gràfic:
Habitants censats

### Habitatges
El 2007 hi havia 218 habitatges, 157 eren l'habitatge principal de la família, 35 eren segones residències i 26 estaven desocupats. 206 eren cases i 8 eren apartaments. Dels 157 habitatges principals, 101 estaven ocupats pels seus propietaris, 50 estaven llogats i ocupats pels llogaters i 6 estaven cedits a títol gratuït; 2 tenien una cambra, 4 en tenien dues, 32 en tenien tres, 55 en tenien quatre i 64 en tenien cinc o més. 116 habitatges disposaven pel capbaix d'una plaça de pàrquing. A 77 habitatges hi havia un automòbil i a 71 n'hi havia dos o més.

### Piràmide de població
La piràmide de població per edats i sexe el 2009 era:
| Homes | Edats   | Dones |
| ----- | ------- | ----- |
| 0     | 95 o +  | 0     |
| 0     | 90 a 94 | 0     |
| 0     | 85 a 89 | 0     |
| 8     | 80 a 84 | 4     |
| 16    | 75 a 79 | 12    |
| 4     | 70 a 74 | 16    |
| 0     | 65 a 69 | 12    |
| 8     | 60 a 64 | 12    |
| 4     | 55 a 59 | 4     |
| 16    | 50 a 54 | 12    |
| 8     | 45 a 49 | 8     |
| 8     | 40 a 44 | 8     |
| 12    | 35 a 39 | 8     |
| 24    | 30 a 34 | 20    |
| 16    | 25 a 29 | 17    |
| 12    | 20 a 24 | 8     |
| 4     | 15 a 19 | 8     |
| 12    | 10 a 14 | 12    |
| 0     | 5 a 9   | 24    |
| 12    | 0 a 4   | 20    |

## Economia
El 2007 la població en edat de treballar era de 237 persones, 171 eren actives i 66 eren inactives. De les 171 persones actives 157 estaven ocupades (93 homes i 64 dones) i 14 estaven aturades (3 homes i 11 dones). De les 66 persones inactives 25 estaven jubilades, 14 estaven estudiant i 27 estaven classificades com a «altres inactius».

### Ingressos
El 2009 a Pommiers hi havia 151 unitats fiscals que integraven 367,5 persones, la mediana anual d'ingressos fiscals per persona era de 15.166 €.

### Activitats econòmiques
Dels 11 establiments que hi havia el 2007, 1 era d'una empresa alimentària, 4 d'empreses de construcció, 2 d'empreses de comerç i reparació d'automòbils, 1 d'una empresa d'hostatgeria i restauració, 1 d'una empresa d'informació i comunicació i 2 d'empreses immobiliàries.
Dels 4 establiments de servei als particulars que hi havia el 2009, 1 era una fusteria, 1 lampisteria, 1 electricista i 1 restaurant.
L'únic establiment comercial que hi havia el 2009 era una fleca.
L'any 2000 a Pommiers hi havia 31 explotacions agrícoles que ocupaven un total de 1.886 hectàrees.

## Equipaments sanitaris i escolars
El 2009 hi havia una escola elemental.

## Poblacions més properes
El següent diagrama mostra les poblacions més properes.